# Regina Zuluaga
María Regina Zuluaga Henao es una abogada y política colombiano. En las elecciones legislativas de 2014 fue elegido Representante a la Cámara por Antioquia con el aval del Centro Democrático, en este cargo se posesionó el 20 de julio de 2014.

## Biografía
Estudió Administración en el Tecnológico de Antioquia y posteriormente se gradó como abogada en la Universidad de Medellín y como especialista en derecho administrativo, Con su madre y su padre se trasladaron desde el municipio de Argelia a la Comuna Nororiental y allí comenzó a convivir con los problemas de la comunidad y a participar en sus soluciones. Desde los años 70 comenzó a acompañar a Luis Alfredo Ramos en sus correrías políticas.
Salió elegida para el Concejo de Medellín en el período 2008-2011, donde tuvo como banderas la descentralización educativa para llevar educación superior de calidad a los barrios, impulsó el teletrabajo, respaldó la policía de infancia y adolescencia y la solución de conflictos en los ambientes escolares de la ciudad.
MARÍA REGINA ZULUAGA ha trabajado para el sector público en el Instituto para el Desarrollo de Antioquia, ha sido asesora jurídica de varias Empresas Sociales del Estado y de algunos Municipios del departamento de Antioquia, fue presidenta de la Junta Directiva del Colegio Mayor de Antioquia y miembro del Concejo Directivo del Movimiento Alas - Equipo Colombia. Concejal del municipio de Medellín para el periodo 2008 – 2011 y candidata a la reelección como concejal para el periodo 2012 – 2015.